# Aja (artiste)
Pour les articles homonymes, voir Aja.
Aja, de son vrai prénom Venus Nadya Oshun, aussi connue sous le nom de scène Aja Miyake Mugler, est une artiste, drag queen et rappeuse américaine principalement connue pour sa participation à la neuvième saison de RuPaul's Drag Race et à la troisième saison et dixième saison de RuPaul's Drag Race All Stars.

## Jeunesse
Aja naît le 4 janvier 1994 à Bedford-Stuyvesant, à Brooklyn, dans l'État de New York, aux États-Unis,, et grandit dans une famille adoptive. Elle souffre de trouble de stress post-traumatique et d'anxiété pendant sa jeunesse.
Aja s'identifie comme une personne de couleur. Elle est d'origine marocaine et égyptienne.

## Carrière
Le nom « Aja » lui vient de la chanson Jimmy Jimmy Jimmy Aaja de la bande originale du film bollywoodien de 1982 Disco Dancer.
Aja commence le transformisme à Manhattan à l'âge de seize ans dans des bars comme le Posh Bar ou le Stonewall Inn. Le 2 février 2017, Aja est annoncée comme l'une des quatorze candidates de la neuvième saison de RuPaul's Drag Race, où elle se place neuvième. Le 20 octobre 2017, Aja est annoncée comme l'une des dix candidates de la  troisième saison de RuPaul's Drag Race All Stars, où elle se place septième.
Elle crée sa drag house, la Haus of Aja — depuis renommée la Doll Haus, composée de Kandy Muse, Momo Shade, Dahlia Sin et de Janelle No5,, qui se représente au Hardware Bar.
En mai 2018, elle apparaît dans la campagne H&M Pride OUT Loud. Elle présente son talk-show Ayo Sis sur WOW Presents Plus en juin 2018.

En juillet 2018, Aja annonce lors d'une entrevue avec le magazine Them ne plus vouloir être désignée comme drag queen mais comme artiste queer :
Artiste queer est un terme plus général alors que drag queen est un terme beaucoup plus spécifique. Je sais que j'ai abandonné l'idée d'être une drag queen parce que, pour la plupart des gens, la drag queen de base fait des lip-syncs et des spectacles. J'ai travaillé sur des spectacles burlesques et des concerts, mais je n'ai pas envie de dancer et faire des pirouettes et que les gens se disent « Est-ce qu'elle va sauter de là-haut ? ». Ce n'est pas quelque chose que j'ai envie de faire. C'est quelque chose qui fait partie de moi, mais je ne me vois pas en faire mon avenir, donc je laisse ce terme derrière moi.

En septembre 2021, après la victoire de Kylie Sonique Love lors de la finale de la sixième saison de RuPaul's Drag Race All Stars, Aja annonce sur son compte Instagram reprendre sa carrière de drag queen ainsi que sa transidentité :
À ce moment, ça m'a frappé : trans, c'est ce que je suis, et le transformisme, c'est ce que je fais, et que le fait que je sois drag queen ne change rien à qui je suis en tant que personne. Aujourd'hui, je suis à l'aise de dire que je suis une drag queen à nouveau.

## Vie privée
Aja réside à New York. Elle utilise les pronoms féminins et le they singulier.
En août 2018, Aja est bannie de Twitter après avoir traité un utilisateur ne reconnaissant pas son identité de genre de « vache stupide », avant le rétablissement de son compte quelques heures plus tard,. Dans une entrevue pour le magazine Them en juillet 2019, Aja annonce le changement de son prénom de naissance pour correspondre avec son identité non-binaire :
Je ne me suis jamais identifié au prénom que j'ai. Après plusieurs adoptions et plusieurs changements de prénom, je sens que le prénom que l'on m'a donné n'est même pas le mien. Alors j'ai pensé qu'il serait bien que j'aie mon propre prénom. Surtout pour quelqu'un qui s'identifie comme fluide sur le spectre, en tant que non-binaire, l'une des choses qui m'a influencé est le fait que les gens pensent qu'il y a un changement dramatique entre la personne et l'artiste. Ce que les gens ne comprennent pas, c'est qu'il n'y aucune différence. (...) Je n'aime pas que l'on m'appelle par mon ancien prénom. Ça me met vraiment mal à l'aise car même les gens dans ma vie privée ne m'appellent pas comme ça. Tout le monde m'appelle Aja, même ma mère parfois.

## Filmographie

### Cinéma
| Année | Titre | Rôle        | Notes | Réf.   |
| ----- | ----- | ----------- | ----- | ------ |
| 2018  | Femme | Panzy LaRue |       | [ 22 ] |

### Télévision
| Année | Titre                                  | Rôle      | Notes                                                              | Réf.  |
| ----- | -------------------------------------- | --------- | ------------------------------------------------------------------ | ----- |
| 2017  | RuPaul's Drag Race                     | Elle-même | Saison 9 de RuPaul's Drag Race — Concurrente, 9ème place           | [ 3 ] |
| 2017  | RuPaul's Drag Race: Untucked           | Elle-même | Saison 9 de RuPaul's Drag Race — Concurrente, 9ème place           |       |
| 2018  | RuPaul's Drag Race All Stars           | Elle-même | Saison 3 de RuPaul's Drag Race All Stars — Concurrente, 7ème place | [ 4 ] |
| 2019  | Tattoo Tales                           | Elle-même |                                                                    |       |
| 2025  | RuPaul's Drag Race All Stars           | Elle-même | Saison 10 de RuPaul's Drag Race All Stars – Concurrente            |       |
| 2025  | RuPaul's Drag Race All Stars: Untucked | Elle-même | Saison 10 de RuPaul's Drag Race All Stars – Concurrente            |       |

## Discographie

### Albums studio
| Titre      | Détails                                                                            |
| ---------- | ---------------------------------------------------------------------------------- |
| BOX Office | - Date de sortie : 7 février 2019 - Label : Auto-édition - Format : Téléchargement |
| Crown      | - Date de sortie : 21 mai 2021 - Label : Auto-édition - Format : Téléchargement    |

### EPs
| Titre              | Détails                                                                                   |
| ------------------ | ----------------------------------------------------------------------------------------- |
| In My Feelings     | - Date de sortie : 11 mai 2018 - Label : Auto-édition - Format : Téléchargement           |
| ALL CAPS           | - Date de sortie : 28 juin 2019 - Label : Auto-édition - Format : Téléchargement          |
| Nail in the Coffin | - Date de sortie : 27 septembre 2019 - Label : Auto-édition - Format : CD, Téléchargement |

### Singles
| Titre                                                                      | Date | Album              | Réf.   |
| -------------------------------------------------------------------------- | ---- | ------------------ | ------ |
| Level Ya Pussy Up                                                          | 2017 | Single             |        |
| C.L.A.T (ft. DJ Mitch Ferrino, Alexis Michelle, Peppermint & Sasha Velour) | 2017 | Single             |        |
| Finish Her! (ft. WNNR & DJ Accident Report)                                | 2018 | In My Feelings     | [ 23 ] |
| Brujería (ft. DJ Mitch Ferrino)                                            | 2018 | In My Feelings     | [ 24 ] |
| Demons, Witches & Bitches (ft. Shilow & The Vixen)                         | 2018 | Single             | [ 25 ] |
| Art Jesus                                                                  | 2018 | Single             | [ 26 ] |
| Jekyll and Hyde (ft. Shilow)                                               | 2019 | BOX Office         | [ 27 ] |
| Commercial                                                                 | 2019 | ALL CAPS           | [ 28 ] |
| Mama Chola (ft. Amira Wang)                                                | 2019 | Nail in the Coffin | [ 29 ] |
| The Purge                                                                  | 2019 | Nail in the Coffin | [ 30 ] |
| Draw the Blood (ft. Amira Wang)                                            | 2020 | Single             | [ 31 ] |
| 21 Roads (ft. Katie Jobes)                                                 | 2021 | Crown              | [ 32 ] |
| Tough Love (ft. GESS)                                                      | 2021 | Crown              | [ 33 ] |
| Crossbow                                                                   | 2021 | Crown              | [ 34 ] |